# Aeródromo General Tovarías
El Aeródromo General Tovarías (OACI: SCLA) es un terminal aéreo ubicado cerca de Lautaro, en la Provincia de Cautín, Región de la Araucanía, Chile. Es de propiedad pública.